# Melocactus intortus
Melocactus intortus é uma espécie botânica de plantas da família das Cactaceae. É endêmica da Ilha de São Domingos, no Haiti e República Dominicana. É uma espécie rara na vida silvestre.
É uma planta perene carnuda e globosa-cilíndrica armados com espinhos, de cor verde e com as flores de cor vermelha.

## Sinonimia
- Cactus intortus
- Cactus coronatus
- Melocactus coronatus
- Cactus melocactus
- Melocactus communis
- Cactus antonii
- Melocactus antonii
- Melocactus pedernalensis